# Stadion Rajadamnern
Stadion Rajadamnern – hala sportowo-widowiskowa w Bangkoku, w której odbywają się walki pięściarskie oraz w boksie tajskim.

## Informacje
W 1941 na wniosek premiera Tajlandii Plaeka Pibulsongkrama zaplanowano wzniesienie nowej hali sportowej. Przetarg na budowę obiektu wygrała włoska firma Imprese Italiane All' Estero-Oriente, która rozpoczęła prace 1 marca 1941, jednak w związku z trwającą II wojną światową budowa została szybko przerwana. Pracę wznowiono w sierpniu 1945, natomiast otwarcie nastąpiło 23 grudnia tego samego roku. Oryginalnie stadion nie był zadaszony, dopiero w 1951 dobudowano dach. Posiada ok. 8000 miejsc siedzących.

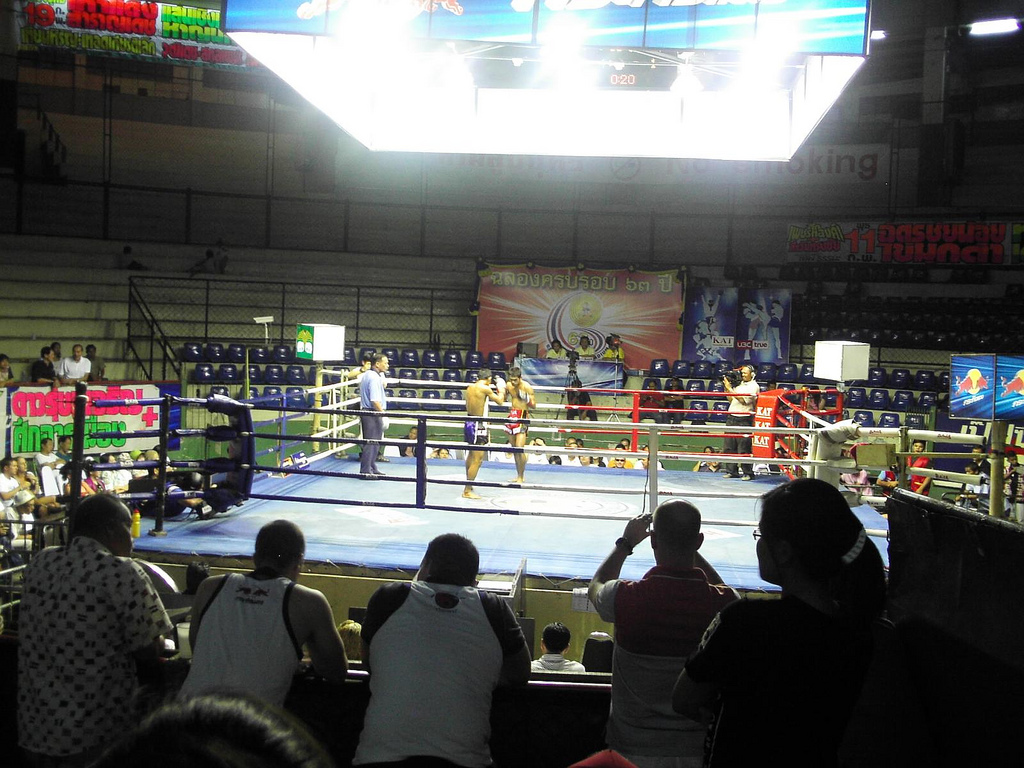
Wnętrze stadionu (2009)

Najbardziej prestiżowym tytułem do zdobycia jest mistrzostwo stadionu Rajadamnern w danej kategorii wagowej, jednak podczas zawodów zawodnicy mogą rywalizować o mistrzostwa różnych organizacji czy związków sportowych, np. World Muaythai Council czy WBC Muay Thai.
Zawody odbywające się na stadionach Rajadamnern oraz Lumpini są uważane za najbardziej prestiżowe na świecie w boksie tajskim